# Чемпионат мира по плаванию в ластах 2011
16-й чемпионат мира по плаванию в ластах проводился в венгерском городе Ходмезёвашархей с 28 июля по 7 августа 2011 года.

## Распределение наград
*   Страна-организатор
| Место | Страна           | Золото | Серебро | Бронза | Всего |
| ----- | ---------------- | ------ | ------- | ------ | ----- |
| 1     | Россия           | 17     | 8       | 8      | 33    |
| 2     | Китай            | 10     | 4       | 0      | 14    |
| 3     | Италия           | 3      | 8       | 5      | 16    |
| 4     | Украина          | 2      | 6       | 6      | 14    |
| 5     | Венгрия*         | 2      | 1       | 4      | 7     |
| 6     | Германия         | 2      | 0       | 6      | 8     |
| 7     | Республика Корея | 0      | 4       | 3      | 7     |
| 8     | Франция          | 0      | 2       | 0      | 2     |
| 9     | Беларусь         | 0      | 1       | 1      | 2     |
| 9     | Колумбия         | 0      | 1       | 1      | 2     |
| 11    | Чехия            | 0      | 1       | 0      | 1     |
| 12    | Греция           | 0      | 0       | 2      | 2     |
| Всего | Всего            | 36     | 36      | 36     | 108   |

## Призёры

### Мужчины
| Дисциплина                  | Золото | Золото      | Серебро                                                                   | Серебро    | Бронза                                                                                   | Бронза     |
| --------------------------- | --- | ----------- | ------------------------------------------------------------------------- | ---------- | ---------------------------------------------------------------------------------------- | ---------- |
| 50 м в ластах               | Павел Кабанов · Россия                                                                                            | 15.33       | Маурицио Фернандес · Колумбия                                             | 15.68      | Чезаре Фумарола · Италия                                                                 | 15.78      |
| 100 м в ластах              | Павел Кабанов · Россия                                                                                            | 35.40       | Андреа Нава · Италия                                                      | 35.76      | Чезаре Фумарола · Италия                                                                 | 35.79      |
| 200 м в ластах              | Стефано Фиджини · Италия                                                                                          | 01:21.01 WR | Чезаре Фумарола · Италия                                                  | 01:21.76   | Макс Лаушус · Германия                                                                   | 01:22.65   |
| 400 м в ластах              | Макс Лаушус · Германия                                                                                            | 02:58.49 WR | Стефано Фиджини · Италия                                                  | 02:58.79   | Евгений Смирнов · Россия                                                                 | 03:01.07   |
| 800 м в ластах              | Стефано Фиджини · Италия                                                                                          | 06:17.98    | Александр Одиноков · Украина                                              | 06:20.41   | Макс Лаушус · Германия                                                                   | 06:20.75   |
| 1500 м в ластах             | Александр Одиноков · Украина                                                                                      | 12:22:00    | Ондржей Брода · Чехия                                                     | 12:26:58   | Матиаш Шенес · Венгрия                                                                   | 12:26:58   |
| 50 м в классических ластах  | Александр Иванець · Россия                                                                                        | 19.35       | Ондржей Брода · Чехия                                                     | 19.45      | Матиас Шенес · Венгрия                                                                   | 19.68      |
| 100 м в классических ластах | Александр Иванець · Россия                                                                                        | 42.61 WR    | Андреа Рампассо · Венгрия                                                 | 43.27      | Дмитрий Гаврилов · Беларусь                                                              | 43.28      |
| 200 м в классических ластах | Александр Иванець · Россия                                                                                        | 1:35.62 WR  | Дмитрий Гаврилов · Беларусь                                               | 1:36.60    | Михаил Яценко · Украина                                                                  | 1:37.63    |
| 50 м в ластах, ныряние      | Павел Кабанов · Россия                                                                                            | 14.11 WR    | Ли Кванхо · Республика Корея                                              | 14.18      | Ким Тэкюн · Республика Корея                                                             | 14.22      |
| 100 м с аквалангом          | Павел Кабанов · Россия                                                                                            | 32.25       | Ким Тэкюн · Республика Корея                                              | 32.73      | Маурицио Фернандес · Колумбия                                                            | 32.94      |
| 400 м с аквалангом          | Денеш Канио · Венгрия                                                                                             | 2:42.90 WR  | Юн Ёнджун · Республика Корея                                              | 2:45.23    | Игорь Сапрыкин · Россия                                                                  | 2:45.89    |
| 800 м с аквалангом          | Чи Чэн · Китай | 5:51.51     | Денеш Канио · Венгрия                                                     | 5:52.16    | Силард Вильхельм · Венгрия                                                               | 5:52.52    |
| Эстафета 4×100 м в ластах   | Павел Кабанов (35.36) · Владимир Соколов (35.30) · Андрей Бураков (35.26) · Дмитрий Кокорев (34.89) · Россия      | 2:20.81 WR  | Чезаре Фумарола · Андреа Нава · Стефано Фиджини · Джулио Туньоли · Италия | 2:20.86    | Уильям Пол Болдуин · Илиас Краниас · Лукас Карецопулос · Антониос Цурунакис · Греция     | 2:24.33    |
| Эстафета 4×200 м в ластах   | Чезаре Фумарола (1:21:28) · Андреа Нава (1:21:05) · Джулио Туньоли (1:25:28) · Стефано Фиджини (1:20:28) · Италия | 5:27.89 WR  | Евгений Смирнов · Сергей Прус · Роман Малетин · Дмитрий Кокорев · Россия  | 5:33.07    | Уильям Пол Болдуин · Антониос Цурунакис · Илиас Краниас · Анаргирос Василопулос · Греция | 5:33.91    |
| 6000 м в ластах             | Роман Малетин · Россия                                                                                            | 49:54.53    | Алексей Шафигулин · Россия                                                | 50:44.71   | Давид Де Челье · Италия                                                                  | 51:19.70   |
| 20000 м в ластах            | Кристоф Ёфнер · Германия                                                                                          | 3:05:57.33  | Симон Малленьи · Италия                                                   | 3:07:10.03 | Кристиан Хёра · Германия                                                                 | 3:08:09.72 |
| Эстафета 4×3000 м           | Роман Малетин · Евгений Смирнов · Денис Пономарёв · Алексей Шафигулин · Россия                                    | 1:42:36.83  | Симон Малленьи · Алекс Баттиста · Альберто Рота · Давид Де Челье · Италия | 1:42:45.48 | Кристиан Хёра · Кристоф Эфнер · Ив Ролак · Макс Лаушус · Германия                        | 1:43:58.00 |

### Женщины
| Дисциплина                  | Золото | Золото      | Серебро                                                                          | Серебро    | Бронза                                                                                  | Бронза     |
| --------------------------- | --- | ----------- | -------------------------------------------------------------------------------- | ---------- | --------------------------------------------------------------------------------------- | ---------- |
| 50 м в ластах               | Сюй Хуаньшань · Китай | 17.66       | Лян Яоюэ · Китай                                                                 | 17.69      | Маргарита Артюшенко · Украина                                                           | 17.79      |
| 100 м в ластах              | Маргарита Артюшенко · Украина                                                                                             | 39.60       | Камилла Хейтц · Франция                                                          | 40.63      | Чан Есоль · Республика Корея                                                            | 40.79      |
| 200 м в ластах              | Валерия Барановская · Россия                                                                                              | 1:29.59     | Чон Арам · Республика Корея                                                      | 1:31.68    | Василиса Кравчук · Россия                                                               | 1:32.65    |
| 400 м в ластах              | Лю Цзяо · Китай | 3:12.90 WR  | Валерия Барановская · Россия                                                     | 3:15.86    | Василиса Кравчук · Россия                                                               | 3:14.32    |
| 800 м в ластах              | Лю Цзяо · Китай | 6:46.79 WR  | Яна Трофимец · Украина                                                           | 6:58.35    | Василиса Кравчук · Россия                                                               | 7:04.35    |
| 1500 м в ластах             | Лю Цзяо · Китай | 13:01.48 WR | Яна Трофимец · Украина                                                           | 13:35.57   | Ольга Годована · Украина                                                                | 13:42.73   |
| 50 м в классических ластах  | Виталина Симонова · Россия                                                                                                | 22.15       | Медея Джавахишвили · Россия                                                      | 22.51      | Франческа Фуско · Италия                                                                | 22.65      |
| 100 м в классических ластах | Виталина Симонова · Россия                                                                                                | 47.83 WR    | Медея Джавахишвили · Россия                                                      | 48.23      | Петра Сенански · Венгрия                                                                | 48.86      |
| 200 м в классических ластах | Петра Сенански · Венгрия                                                                                                  | 1:43.79 WR  | Медея Джавахишвили · Россия                                                      | 1:45.84    | Лила Штир · Венгрия                                                                     | 1:47.07    |
| 50 м ныряние                | Чжу Баочжэнь · Китай | 16.37       | Камилла Хейтц · Франция                                                          | 16.75      | Анна Бер · Россия                                                                       | 16.85      |
| 100 м с аквалангом          | Сюй Хуаньшань · Китай | 35.96       | Чжу Баочжэнь · Китай                                                             | 36.09      | Маргарита Артюшенко · Украина                                                           | 36.92      |
| 400 м с аквалангом          | Лю Цзяо · Китай | 2:59.24     | Сюй Ичуань · Китай                                                               | 3:01.30    | Син Джинхи · Республика Корея                                                           | 3:08.18    |
| 800 м с аквалангом          | Лю Цзяо · Китай | 6:29.32     | Сюй Ичуань · Китай                                                               | 6:32.34    | Сандра Пильц · Германия                                                                 | 6:41.44    |
| Эстафета 4×100 м            | Чжу Баочжэнь (40.20) · Ли Цзинг (41.63) · Лян Яоюэ (40.25) · Сюй Хуаньшань · Китай                                        | 2:42.52     | Анна Бер · Вера Илюшина · Валерия Барановская · Василиса Кравчук · Россия        | 2:43.24    | Анастасия Антоняк · Катерина Делова · Ольга Шляховская · Маргарита Артюшенко · Украина  | 2:42.33    |
| Эстафета 4×200 м            | Валерия Барановская (1:29.69) · Мария Радченко (1:34.60) · Елена Кононова (1:34.70) · Василиса Кравчук (1:31.10) · Россия | 6:10.09     | Яна Трофимец · Анастасия Антоняк · Ирина Кучер · Ольга Шляховская · Украина      | 6:21.03    | Гиоргия Вероника Виеро · Сильвия Барончини · Дебора Чиарелло · Виола Донаделло · Италия | 6:23.67    |
| 6000 м в ластах             | Марина Умеренко · Россия                                                                                                  | 54:45.34    | Яна Трофимец · Украина                                                           | 54:56.58   | Елена Осмольская · Россия                                                               | 55:03.52   |
| 20000 м в ластах            | Марина Воронина · Россия                                                                                                  | 3:17:40.38  | Софья Еремцова · Россия                                                          | 3:19:52.68 | Татьяна Красногор · Германия                                                            | 3:08:09.72 |
| Эстафета 4×3000 м           | Елена Осмольская · Марина Воронина · Марина Умеренко · Софья Мухина · Россия                                              | 1:50:46.94  | Татьяна Красногор · Евгения Олейникова · Ольга Точилина · Яна Трофимец · Украина | 1:53:45.60 | Кристина Мюллер · Каролин Хаазе · Кристин Суаре · Сандра Пильц · Германия               | 1:54:44.16 |